# Neue Nazarethkirche

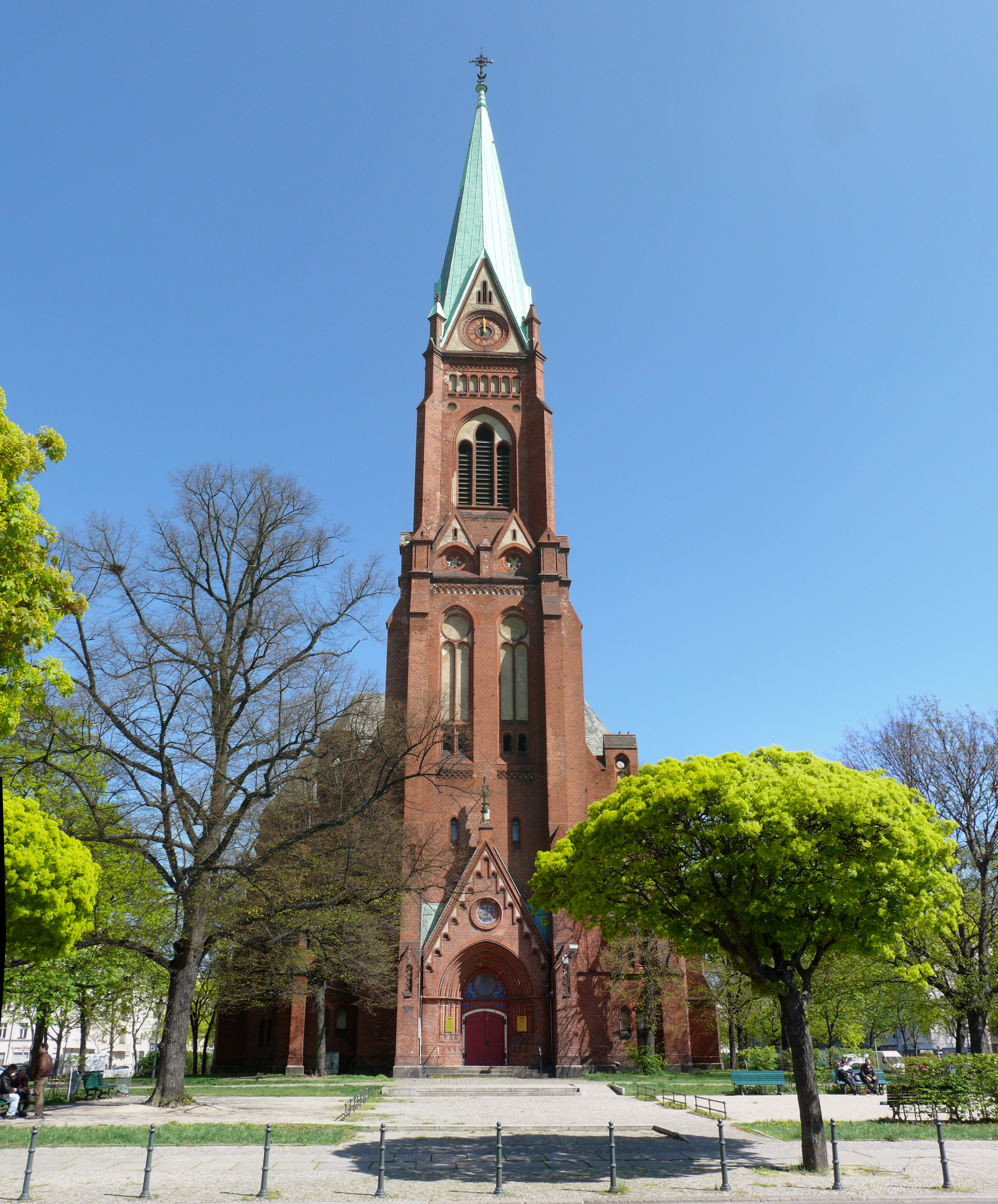
Neue Nazarethkirche am Leopoldplatz in Berlin-Wedding

Die Neue Nazarethkirche war bei ihrer Einweihung im Jahr 1893 die zweite Pfarrkirche der Evangelischen Nazarethgemeinde am Leopoldplatz im damaligen Berliner Vorort Wedding und ist seit den 1980er Jahren ein geschütztes Baudenkmal.

## Geschichte

### Von der Errichtung bis 1989
Die nach Plänen von Friedrich Schinkel errichtete Alte Nazarethkirche am Leopoldplatz war aufgrund des raschen Wachstums der Gemeinde – um 1878 gehörten ihr 22.000 Mitglieder an – zu klein geworden. So gab es zunächst Überlegungen, sie durch einen Umbau zu vergrößern. In solcher Weise war zum Beispiel die evangelische Kirche St. Johannis in Moabit – ebenfalls eine der vier Vorstadtkirchen von Schinkel – in den Jahren 1853–1857 und 1896 erweitert worden. Dann entschied sich die Kirchengemeinde jedoch für einen Neubau nordöstlich der alten Kirche, mit der Adresse Schulstraße. Dieser wurde zwischen 1891 und 1893 nach Plänen des Architekten Max Spitta unter der Bauleitung von Julius Kleinau in neogotischen Formen, die an märkische Backsteinbauten angelehnt sind, errichtet. Am 10. März 1893 erfolgte die Einweihung.
Während des Zweiten Weltkriegs wurde die Neue Nazarethkirche 1945 beschädigt. Infolgedessen kam es 1960 zu einer Umgestaltung des Innenraums, bei der fast die gesamte neugotische Ausstattung entfernt und die Malereien übertüncht wurden. Bald zeigte sich das Kirchengebäude für die nunmehr schrumpfende Gemeinde zunehmend als zu groß und wurde aufgegeben. 1989 erfolgte die Entwidmung. Ab 1990 gab es neue Nutzungen, dann verkaufte die evangelische Gemeinde das Gotteshaus.

### 1991–2015: Gemeinde Gottes Deutschland
Von September 1991 bis Mai 2016 nutzte die Gemeinde Gottes Deutschland KdöR, eine pfingstlich-freikirchliche Gemeinde, das Gebäude. Zunächst war die KdöR Mieterin, seit dem 5. November 1993 ist sie Eigentümerin. Diese Glaubensgemeinschaft, die 1886 in den USA entstanden war, ist seit 1988 in Berlin tätig.  Das Gebäude diente in diesem Zeitraum zudem auch weiteren freikirchlichen Gemeinden.
Die neue Besitzerin ließ die 1960 beseitigte Ausmalung des Kirchenschiffes in vereinfachter Form wiederherstellen. Diese Filiale der Gemeinde Gottes Deutschland nennt sich Freie Nazarethkirche e. V. in Berlin Mitte und ist nun in Berlin-Reinickendorf in der Ollenhauerstraße tätig.

### Seit 2016: Hilfszentrum einer evangelischen brasilianischen Universalkirche
Seit Mai 2016 hat das Hilfszentrum UKRG e. V., die Deutschlandzentrale der neocharismatischen Kirche Igreja Universal do Reino de Deus (dt.: Universalkirche von Gottes Reich) des Milliardärs Edir Macedo mit Hauptsitz in Rio de Janeiro, Brasilien, seinen Sitz in der Neuen Nazarethkirche und ist deren alleinige Nutzerin. Die Universalkirche strebt an, die Kirche von der Gemeinde Gottes Deutschland zu erwerben, was der Bezirk Wedding verhindern will und aufgrund einer Klausel im Verkaufsvertrag auch kann.

## Beschreibung

### Baukörper

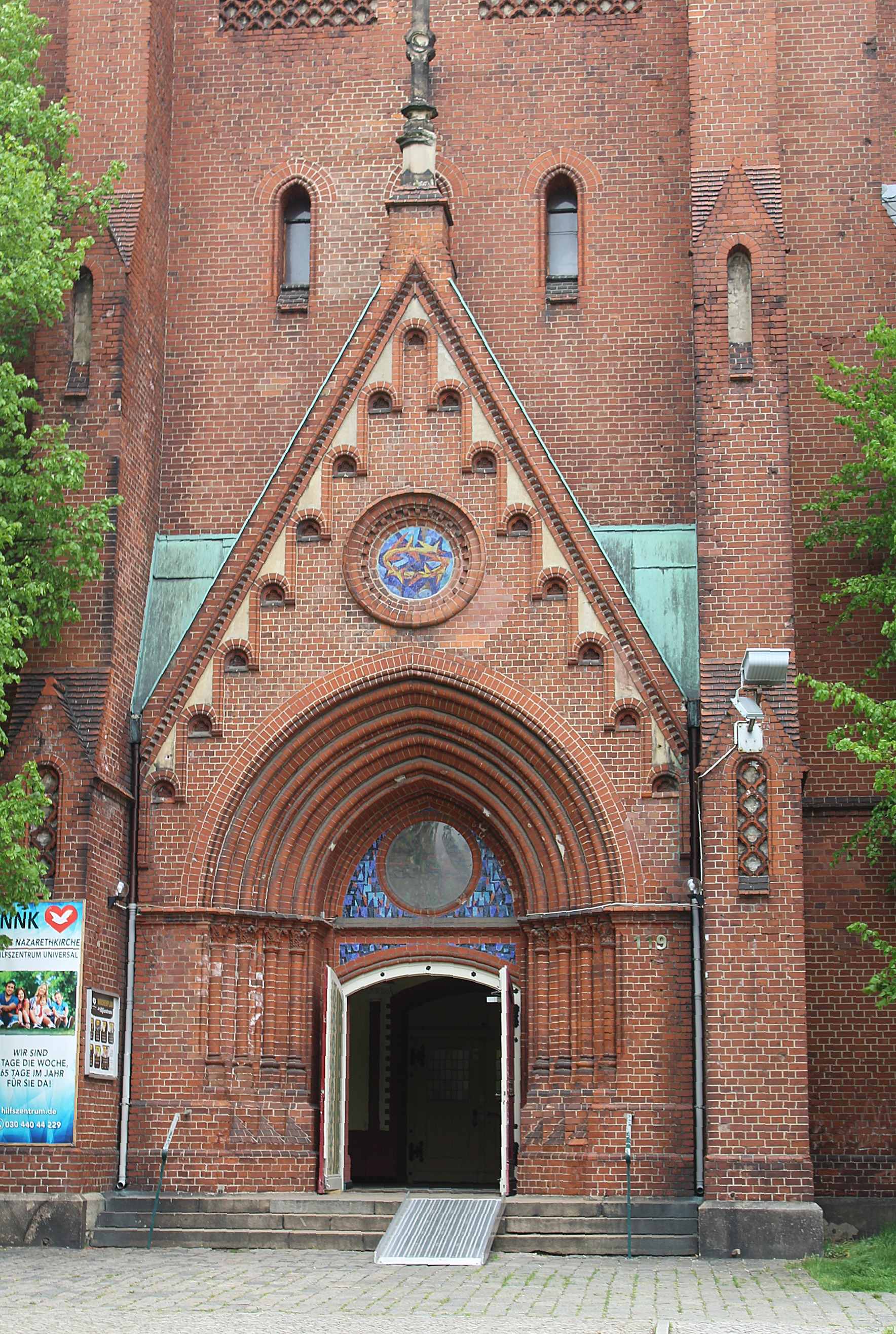
Geschmücktes Portal im Turmunterbau

Das gesamte Kirchengebäude ist ein Backsteinbau in neogotischen Formen. Es weist einen kreuzförmigen Grundriss auf, in dessen Zentrum ein Dachreiter die Konstruktion betont. Der Kirchturm ist dem Gotteshaus als Westturm angefügt und dominiert den hinteren Teil des Leopoldplatzes. Hier befindet sich auch der Haupteingang in das Gotteshaus.
Die halbrunde Altarapsis ist im Jahr 2018 innen schlicht geweißt, eine Rosette lässt farbiges Licht hinein.

### Glockenturm
Im Gegensatz zur Alten Nazarethkirche verfügt die Neue Kirche über einen 78 m hohen quadratischen Kirchturm mit spitzem Helm. Im Turm ist ein dreistimmiges Geläut aus Gussstahlglocken installiert, die im Bochumer Verein hergestellt wurden. In einer Inventarliste der Gießerei sind folgende Angaben zu finden: das dreistimmige Geläut wurde mittels Antifriktionslager in einer quadratischen Glockenstube (Seitenlänge von 6 m) aufgehängt. Die Herstellung der Glocken samt Zubehör wie Klöppel, Achsen, Lager und Läutehebel kostete 6025 Mark.
| Größe    | Schlagton | Gewicht (kg) | unterer Durchmesser (mm) | Höhe (mm) | Inschrift |
| -------- | --------- | ------------ | ------------------------ | --------- | --------- |
| größte   | h°        | 2209         | 1780                     | 1565      | unbekannt |
| mittlere | dis’      | 1211         | 1440                     | 1275      | unbekannt |
| kleinste | fis’      | 0868         | 1259                     | 1120      | unbekannt |

### Innenräume und Ausstattung

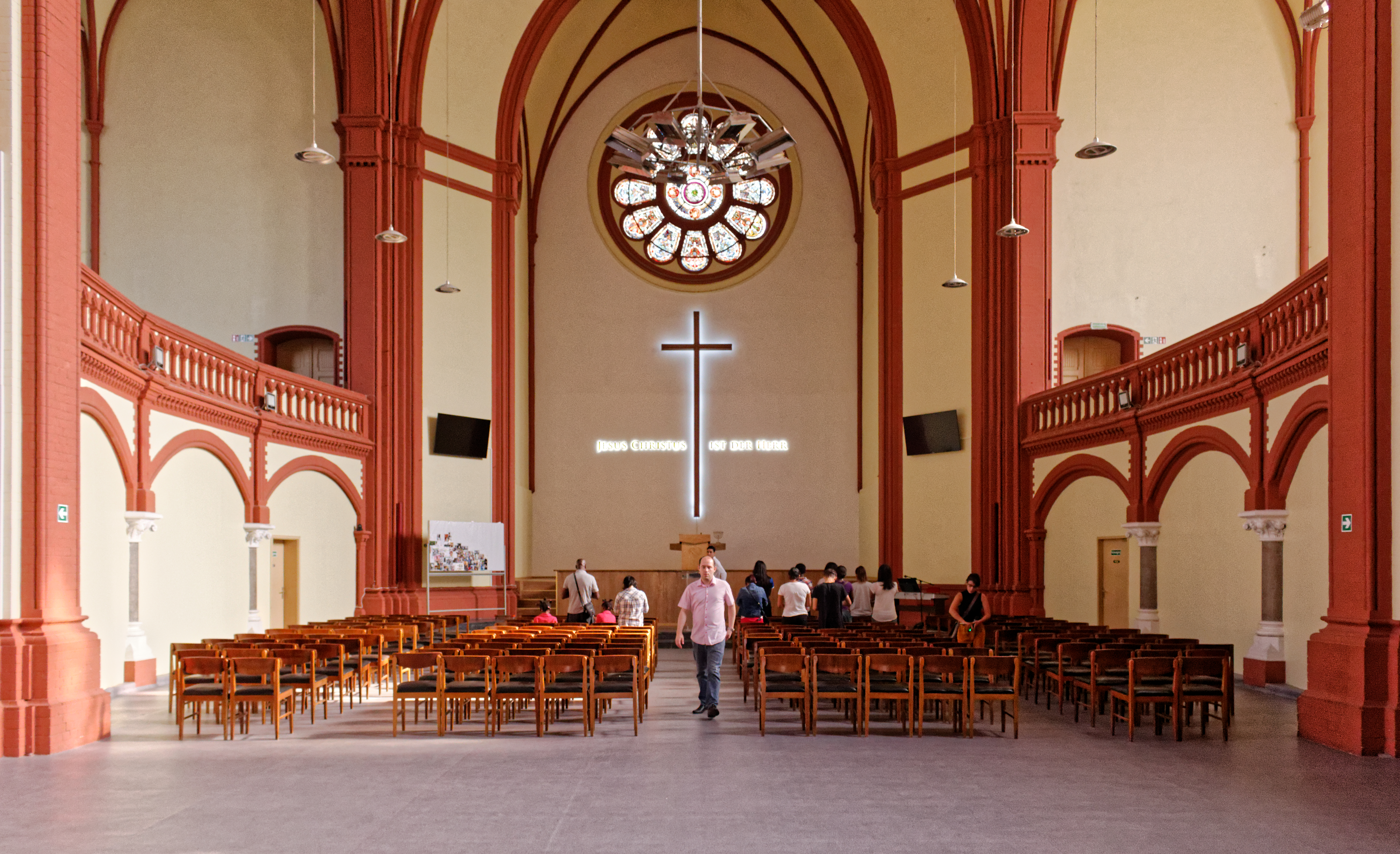
Innenraum der Neuen Nazarethkirche

Das ganze Kirchengebäude ist symmetrisch angelegt und besteht aus einer hinter dem Turm angeordneten dreischiffigen Halle, Kreuzarmen und einem rechteckig schließenden Chor. Holzbildhauer Gustav Kuntzsch aus Wernigerode schuf die mit figürlichem Schmuck versehene hölzerne Kanzel: fünf Relieffiguren stellen die vier Evangelisten sowie den Apostel Paulus dar. Ende der 2010er Jahre ist nur der plastische Figurenschmuck erhalten, der im Archiv der Evangelischen Kirchengemeinde Nazareth in Berlin-Wedding aufbewahrt wird.